# Prestige
《Prestige》는 가수 엄정화의 한국대중음악상을 수상한 9번째 정규 앨범이다. 이 앨범은 2006년 10월 26일 소니BMG에 의해 발매되었으며, 엄정화는 이 앨범에서 메인 프로듀서를 맡은 롤러코스터의 최진우와 W, 페퍼톤즈 등 다양한 뮤지션들과 합작을 하였다. 특히 최진우는 엄정화가 본격적으로 일렉트로니카 장르를 표방하기 시작한 8집 《Self Control》에 이어 연속으로 참여하였다. 이 앨범은 발매 이전, 의상 및 컨셉으로 인해 많은 화제를 모았고, 발매 후 일렉트로니카 장르를 추구하는 진정성으로 평단의 찬사를 받았다. 이 앨범으로 엄정화는 한국대중음악상 3개 부문 수상 후보로 올랐고, 그중 최우수 댄스&일렉트로닉 앨범부문을 수상한다. 엄정화는 이 앨범에서, 'Friday Night'과 '바람의 노래', '사랑해 사랑해'를 직접 작사했다.
엄정화는 이 앨범 제목 〈Prestige〉에 대해서, 앨범 발매시 있었던 기자회견에서 “이코노미(Economy)라고 할 수는 없지 않잖아요”라고 말하며, “'프리스티지'란 뜻이 고급스러우면서도 마음에 들어서 타이틀 이름으로 정했다”라고 밝혔다. 한편 엄정화는 8집에 이은 연이은 일렉트로니카 장르 음반 발매에 관해, 한국대중음악상 시상식 수상소감에서 "일렉트로닉이라는 장르로 8집 발표했을 때 대중성 없다고 제작자분들이 많이 우셨는데 9집 같이 작업해준 롤러코스터의 최진우 씨께 감사드린다. 멋있고 즐겁고 사라지지 않는 엄정화가 되겠다."라고 말하며 어려움을 간접적으로 토로하기도 했었다. 또한 엄정화는 발매와 함께, 쇼케이스를 서울 이태원의 게이바에서 열어 화제를 모으기도 했다.

## 평가
초반에 앨범 자체보다 파격적인 의상으로 화제를 모았던 엄정화는, 앨범의 결과물이 공개된 후 평단의 호평을 이끌어낸다. 8집에 이은 두 번째 일렉트로니카 장르에 대한 진지한 성찰에 대해, 문화평론가 이문원은 "헤드폰끼고 머리를 흔드는 일개 섹시스타에서 진지한 일렉트로니카 뮤지션으로 거듭났다"라는 평가를 하였다.
엄정화는 이 앨범으로 제4회 한국대중음악상 최우수 댄스&일렉트로니카상 앨범 부문을 수상한다. 이 평가 결과에 대해 대중음악평론가 김작가는 "섹시 퀸 이미지로만 각인된 엄정화의 일렉트로니카에 대한 애정을 인정했기 때문이다"라고 밝혔으며, 오마이뉴스는 이 결과에 대해 기사를 통해, "음반 <프레스티지>는 프로듀싱이나 녹음 방식 등에서 신선한 기법으로 선정위원들로부터 좋은 평가를 받은 것으로 알려졌다. 또한 최진우, 배영준, 페퍼톤스 등 일렉트로닉 리듬에서 내로라하는 뮤지션들이 대거 참여해 음악적 완성도를 높인 것도 한몫했다."라고 보도했다.

## 수록곡
1. Friday Night
2. Shining Star
3. Come 2 Me
4. Gamer
5. 거칠게..로멘틱하게
6. 바람의 노래
7. 탐
8. Dance With Me
9. Ticket To The Moon
10. 1996년 10월16일 날씨 맑음
11. 여왕 폐하의 순정 (純情)
12. Innocence
13. 사랑해, 사랑해

### 〈Come 2 Me〉
이 앨범의 타이틀곡인 〈Come 2 Me〉는 방시혁의 곡으로 원제는 〈Cum2me〉였으나 영어 단어 cum이 갖는 의미가 선정적이라는 의견에 의해 앨범 발매 후 〈Come 2 me〉로 변경되었다. 엄정화는 9집 앨범 발매에 앞서, tvN개국 축하쇼에서 〈cum2me〉라는 제목으로 신곡을 공개했는데, 이 무대에서 엄정화는 짧은 헤어스타일과 함께, 속옷을 연상시키는 짧은 검은색 의상을 선보여 실시간 인터넷 검색어 1위에 오르는 등 화제를 일으켰다. 엄정화는 앨범 발매와 함께 가진 기자 회견에서, 이에 대해, "사람들의 반응에 너무 놀랐었다"며 "비하성 발언이나 좋지 않은 의견도 있었지만 우선 많이 관심을 가져주신다는 사실이 기분 좋았다"고 말했다.

### 〈사랑해, 사랑해〉
이 곡은 엄정화가〈Prestige〉에서 활동한 노래는 아니었으나, 엄정화의 친구인 최진실의 사망 후, 홍진경이 진행하는 KBS 2FM의 홍진경의 가요광장에서 홍진경이, 최진실 사단이 좋아하는 이 노래를 선곡한 후 멘트를 잇지 못해 화제를 모았다. 엄정화가 작사에 참여한 이 곡은 최화정, 홍진경, 이영자, 정선희 등 엄정화의 절친한 친구들이 음성 사서함에 남겨둔 메시지가 삽입되어 있다.